# П'єр Квізера
П'єр Квізера (кір. Pierre Kwizera, нар. 16 квітня 1991, Бужумбура) — бурундійський футболіст, півзахисник руандійського клубу «Кігалі» і національної збірної Бурунді.

## Клубна кар'єра
У дорослому футболі дебютував 2008 року виступами за команду «Атлетіко Олімпік», в якій провів чотири сезони. 
Своєю грою за цю команду привернув увагу представників тренерського штабу івуарійського «АФАД Джекану», до складу якого приєднався 2012 року і за який відіграв три сезони.
Сезон 2014/15 провів у танзанійській команді «Сімба», після чого перебрався до Руанди, уклавши контракт з місцевим клубом «Район Спортс». 
Згодом протягом 2018—2019 років грав в Омані за «Аль-Орубу».
2019 року повернувся до Руанди, ставши гравцем клубу «Кігалі». 

## Виступи за збірну
2012 року дебютував в офіційних матчах у складі національної збірної Бурунді.
У складі збірної був учасником першого в її історії великого міжнародного турніру — Кубка африканських націй 2019 року в Єгипті, де виходив на поле в одній грі групового етапу.